# Јакобешти
Јакобешти (рум: Iacobeşti; мађ: Fogadjisten) је прво од пет села основаних од стране Секеља у Буковини. Село се налази у румунском делу Буковине у округу Сучава. Најближи већи град је Радауц (рум:Rădăuţi).
Остала четири села су: Иштенсегитш (рум: Tibeni), Хадикфалва (рум: Dorneşti), Јожеффалва (рум: Vornicenii Mici), и Андрашфалва (рум: Maneuţi).

## Историја постанка
Фогадјиштен је основан 1776. године, подигнут је са леве стране обале реке Сучаве на иницијативу Мартон Мора (мађ:Mártonffy Mór). Према подацима из црквених књига становници села, Секељи, су досељени из молдавског места званог Самошка (мађ: Szamoskа). Првих двадесет фамилија насељено је на равници коју се звали Мазош (мађ: Mázos). У спомен доласка у ове пределе, пошто је први утисак био прелеп, месту је дато име Фогадјистен, што би значило Бог−Нас−Примио.

## Вера и култура
Досељени Секељи су били католици. Цркву су подигли 1812. године, то је тада у ствари била капела од дрвета која је постала темељац данашње цркве саграђене у каснијем периоду.

## Каснији догађаји
После неколико година од оснивања села богата породица Капри је купила земљиште у близини села и стицајем неких околности испало је да је територија на којој се село налазило у ствари припада тој породици. Тако да су сељани били приморани да одрађују обавезу према велепоседнику. Незадовољни због ове преваре, комплетно село се покупило и преселило нешто источније од првобитног места поред предивних букових шума и потока по имену Јакобешти (рум: Iacobeşti).
У овој питомини су живели до селидба које су се почеле дешавати у 19. веку, а завршиле се у двадесетом, тачније 1941. године. Данас више нема ниједне Секељ фамилије да живи тамо.

## Галерија
| - Копја - Поглед на село - Народна ношња - Унутрашњост цркве - Поглед на село - Споменик „пет села” Секеља |